# Jesenice, Rakovník
Jesenice là một thị trấn thuộc huyện Rakovník, vùng Středočeský, Cộng hòa Séc.